# Figaro divorce

Figaro divorce (Figaro lässt sich scheiden) est une œuvre théâtrale écrite par Ödön von Horváth en 1937, alors que celui-ci est contraint à l'exil hors d'Allemagne. La pièce raconte la suite de l'histoire du Mariage de Figaro de Pierre-Augustin Caron de Beaumarchais.
Elle fut représentée pour la première fois le 2 avril 1937 à l'Opéra d’État de Prague.